# محلية الدندر

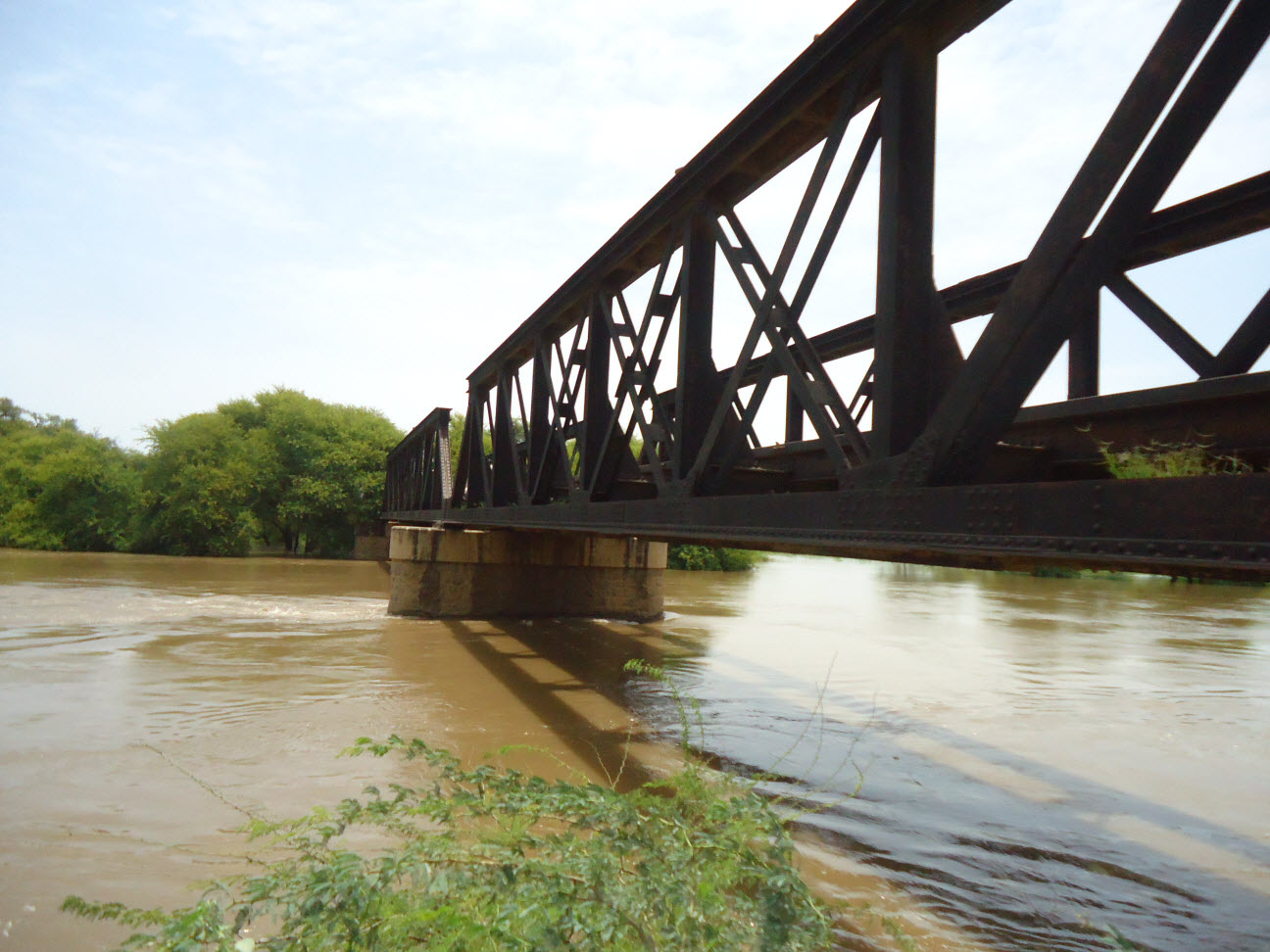
كبري على نهر الدندر

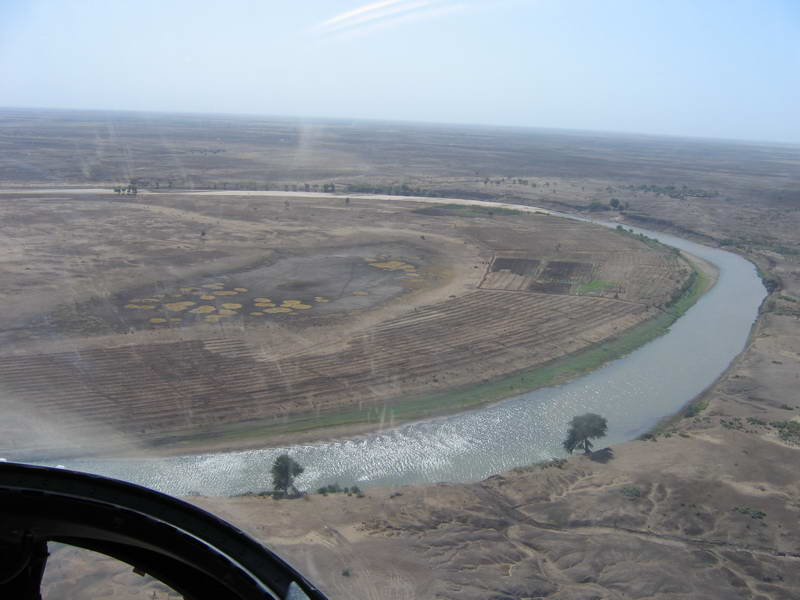
نهر الدندر من اعلي

محلية الدندر إحدى محليات ولاية سنار بالسودان

## تاريخ المحلية
أنشات محلية الدندر وفقاً لأمر التأسيس الصادر من مجلس وزراء حكومة ولاية سنار عبر جلسته رقم 4 بتاريخ 13  ربيع الأول  1424هـ الموافق الأول من أبريل 2003م

## الموقع
تقع المحلية  بين خطي عرض 13 ـ 11درجة وبين خطي طول 34 ـ 35 درجة. ترتكز علي نهر النيل الأزرق في حدودها الجنوبية مع ولاية النيل الأزرق ومن الشمال الغربي محلية سنار والشرق محلية الرهد وتجاور جنوب شرق   إثيوبيا ومن الغرب محلية السوكي .

## طبوغرافيا
تتمتع المحلية بمناخ سافنا غنية في الجنوب وسافنا فقيرة في الشمال تتخللها خيران عديدة تغذي نهر النيل ونهر الدندر الموسمي , أراضيها خصبة صالحة للزراعة .
متعددة الموارد الطبيعية من مائية ـ غابية ـ بستانية وسياحية حيث اكسبتها حظيرة الدندر القومية شهرة عاليمية .

## مساحة المحلية
تبلغ المساحة الكلية للمحلية 9,996 كلم2
محلية الدندر ذات خصوصية .. تمثلها طبيعتها الجغرافية والديمغرافية  التي تشكلها أنماط متعددة من القبائل  في طبيعة أرض زراعية ورعوية وبترولية  .

## التركيبة السكانية
يقدر عدد سكان المحلية بحوالى 193.944 نسمة وهم مجموعة قبائل رفاعة – الحمدة – الحلاوين – القواسمة – الكواهلة – الجعليين – العقليين – الفلاتة – الهوسا – النوبة – البرقو – المساليت ومجموعة كبيرة من قبائل جنوب السودان.

## النشاط الاقتصادى
مواطن محلية الدندر يحترف الزراعة والرعي ويعتمد اعتماداً كلياً علي الزراعة المطرية ثم المروية وتربية الحيوان .
تتميز المحلية بالمشاريع الزراعية الآلية المخططة والغير مخططة بالإضافة للثروة الحيوانية الضخمة من الإبل والأبقار والضأن والماعز .

## المحافظين والمعتمدين الذين تعاقبوا على المحلية
- في العام 1991 تقلد عبد العزيز علي أحمد  حتي العام 1994، منصب أول المحافظين  للمحلية .
- في 2002 تم  تغير اسم المنصب من محافظ إلى معتمد وكان محمود محمد الطيب أول المعتمدين  وترتيبه السابع فيمن تولوا إدارة المحلية، واستمر حتي 2004 .
- المعتمد الثاني عشر  للمحلية هو أبو القاسم حسن فضل الله ، وهو في المنصب منذ  العام 2012 وحتي الأن .